# Stefano Gobbi
Stefano Gobbi (Dongo, 22. ožujka 1930. - Milano, 29. lipnja 2011.) bio je talijanski rimokatolički svećenik. 
Rođen je u provinciji Como u Italiji, a za svećenika je zaređen 1964. Kasnije je stekao doktorat iz teologije na Papinskom lateranskom sveučilištu u Rimu. Utemeljio je međunarodni katolički pokret - Svećenički marijanski pokret, nakon što je imao unutarnje nadahnuće u svetištu Gospe Fatimske 1972. godine. Dana, 8. svibnja 1972. bio je na hodočašću u Fátimi u Portugalu i molio se u svetištu Gospe Fatimske. Izvijestio je o unutarnjem nadahnuću Djevice Marije. Nije tvrdio da je imao marijansko ukazanje, nego lokuciju, tj. unutarnji glas. Taj ga je unutarnji glas poticao na okupljanje drugih svećenika koji bi se bili voljni posvetiti Bezgrješnome Srcu Marijinu i čvrsto sjediniti s papom i Katoličkom Crkvom.
Prema Gobbijevim riječima, kasnije se molio Blaženoj Djevici Mariji za potvrdu unutarnjeg glasa, koji je izvijestio da je primio u svibnju 1972. dok je molio u Baziliki Navještenja u Nazaretu. Dana, 13. listopada 1972., na 55. obljetnicu Gospe Fatimske, on i još dva svećenika osnovali su Svećenički marijanski pokret u crkvi u Gera Lario blizu Coma u Italiji.
Svećenički marijanski pokret rastao je i do rujna 1973. uključivao je preko 80 svećenika kada je održao svoj prvi nacionalni susret u San Vittorinu, blizu Rima. Godine 1974. Gobbi je počeo održavati molitvene cenakule u Italiji za svećenike i laike, a kasnije je održavao molitvene cenakule po cijelom svijetu. Tijekom cenakula katolici su pozvani moliti se Isusu po Svetoj Mariji, jer je po njoj rođena Crkva, Tijelo Kristovo. Svećenički marijanski pokret je sada sa sjedištem u Milanu, u Italiji, s podružnicama diljem svijeta. Svećenički marijanski pokret u Sjedinjenim Američkim Državama osnovan je 1975. godine, sjedište mu je u St. Francisu, Maine, a primio je službeni papinski blagoslov od pape Ivana Pavla II. u studenom 1993. 
U srpnju 1973. Gobbi je počeo pisati svoje unutarnja nadahnuća kao poruke koje je pripisao Djevici Mariji. Poruke od srpnja 1973. do prosinca 1997. objavljene su u knjizi: Svećenicima, Marijinim predragim sinovima, poznatoj i kao Plava knjiga koja je prevedena i na hrvatski jezik. Kardinali Bernardino Echeverría Ruiz, Ignatius Moussa Daoud i John Baptist Wu dali su svoj imprimatur za Gobbijevu knjigu. Poruke imaju naglašen apokaliptični ton. Tri su bitne točke pokreta: posveta Bezgrješnom Srcu Marijinu, jedinstvo s papom i Crkvom sjedinjenom s njim, i konačno vođenje vjernika u život povjerenja Gospi.
Do danas, Kongregacija za nauk vjere nije zauzela službeni stav o autentičnosti Gobbijevih unutarnjih lokucija. Svećenički marijanski pokret redovito se sastaje u Rimu.
Prije svoje smrti, Gobbi je službeno bio smješten u Milanu, ali je nastavio putovati diljem svijeta kako bi održavao molitvene priče i promicao Svećenički marijanski pokret. 
Poruka koju je primio Gobbi na Cenakulu za vrijeme posjeta Zagrebu, 20. rujna 1996., kada se susreo i s tadašnjim zagrebačkim nadbiskupom i kardinalom Franjom Kuharićem, nalazi se u Plavoj knjizi, a smatra se da se odnosi na nedavni Domovinski rat u Hrvatskoj, te na najavu i budućih teških i kriznih vremena za Hrvatsku.
Preminuo je 29. lipnja 2011. na glasu svetosti, nakon srčanog udara ranije tog mjeseca. Naslijedio ga je francuski svećenik Laurent Larroque u Svećeničkome marijanskom pokretu. Pokret, danas raširen po cijelom svijetu, uključuje neke kardinale, preko 350 nadbiskupa i biskupa, 150 000 svećenika svjetovnog klera i svih redovničkih redova i ustanova, kao i desetke milijuna vjernika.